# 외사경찰 (영화)
《외사경찰》(일본어: 外事警察 その男に騙されるな)은 2012년에 개봉한 일본의 영화이다.

## 캐스팅
- 와타베 아츠로 : 스미모토 켄지 역
- 김강우 : 유대하 / 안민철 역
- 마키 요코 : 오쿠다 가오리 역
- 오노 마치코 : 마츠자와 히나 역
- 타나카 민 : 서창의 / 조 마사요시 역
- 이시바시 료 : 아리가 쇼타로 역
- 엔도 켄이치 : 구라타 토시키 역
- 요 키미코 : 무라마츠 쿠미 역
- 키타미 토시유키 : 카나자와 료가 역
- 야마모토 히로시 : 우토모 하루토 역
- 타키토 켄이치 : 히사노 쇼마 역
- 시부카와 키요히코 : 모리나가 타쿠야 역
- 임형준 : 김정수 역
- 이경영 : 최길순 역
- 박원상 : 탈북 브로커 정보원 역
- 김응수 : 박종식 역
- 김재일 : 군인 역